# حركة بوليفيا الحرة
حركة بوليفيا الحرة هي حزب سياسي في بوليفيا. تأسس الحزب في عام 1985. رئيس الحزب هو فرانك باريوس.